# Windows on the World (roman)
Pour les articles homonymes, voir Windows on the World (homonymie).
Windows on the World (de l'anglais signifiant littéralement « fenêtres sur le monde ») est un roman de Frédéric Beigbeder paru le 20 août 2003 aux éditions Grasset et ayant reçu le prix Interallié la même année. Sa traduction en anglais par Frank Wynne a obtenu en 2005 le Independent Foreign Fiction Prize (prix des fictions étrangères de l'Independent), à la fois dans les catégories « auteur » et « traducteur ».

## Résumé

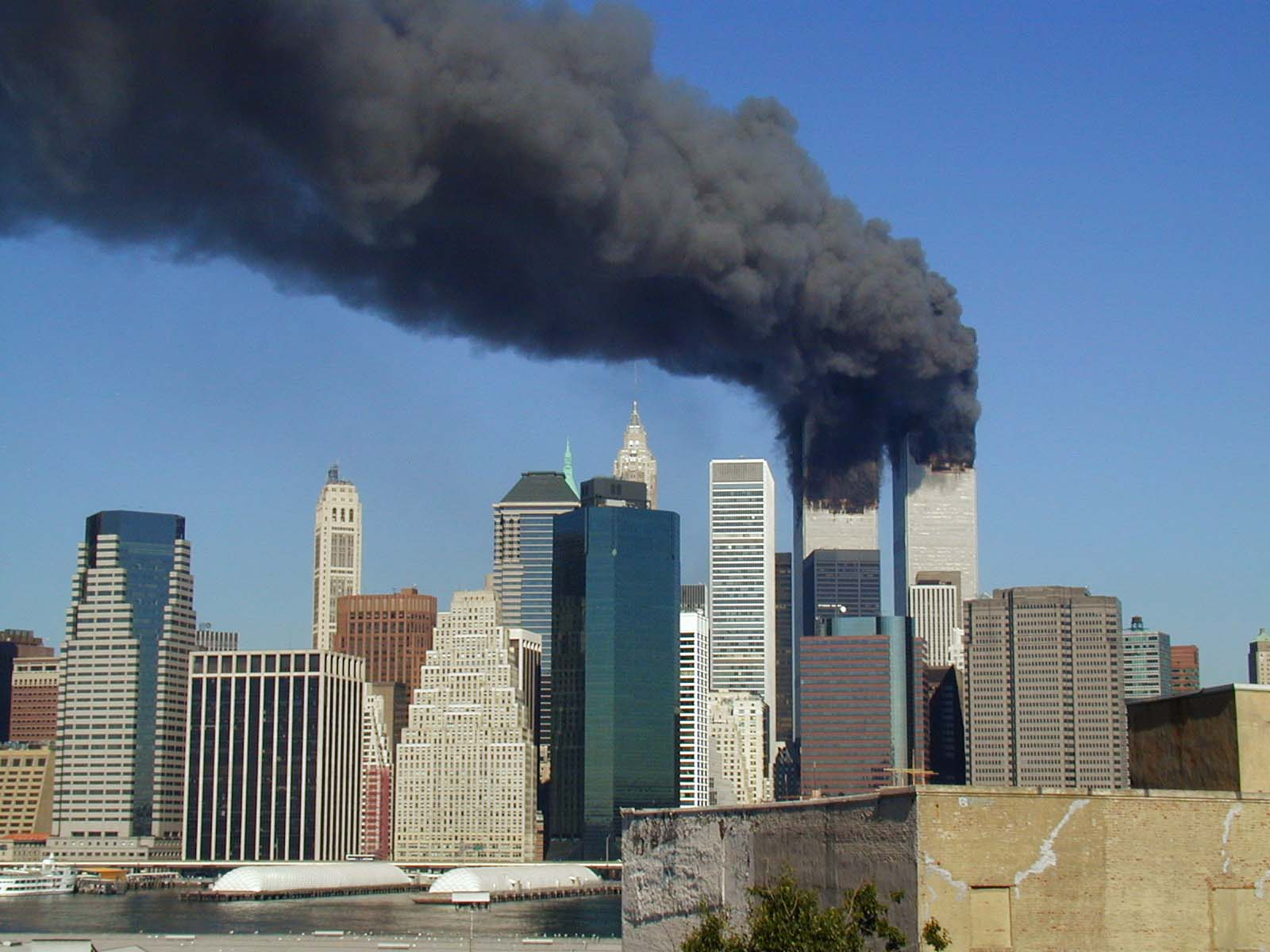
Le World Trade Center le 11 septembre 2001.

Son action se déroule lors des attaques du 11 septembre 2001 sur le World Trade Center, à New York, et relate en particulier les derniers moments des clients du Windows on the World, le restaurant qui se trouvait au sommet de la tour nord. Raconté par un père, accompagnant ce matin-là ses deux fils de 7 et 9 ans pour y prendre un petit déjeuner, il s'agit d'un compte-rendu de l'événement qui fait correspondre chaque minute à un chapitre, depuis 8 h 30 jusqu'à 10 h 29.
Son auteur le présente ainsi : « Le seul moyen de savoir ce qui s’est passé dans le restaurant situé au 107e étage de la Tour Nord du World Trade Center, le 11 septembre 2001, entre 8 h 30 et 10 h 29, c’est de l’inventer. »

## Éditions
- Windows on the World, éditions Grasset, 2003  (ISBN 2246633818).